# A Halálos fegyver epizódjainak listája
Ez a szócikk a Halálos fegyver című sorozat epizódjait listázza. A sorozat 2016. szeptember 21-én indult a FOX televíziós csatornán az Amerikai Egyesült Államokban. A csatorna 2019-ben 3 évad után elkaszálta a sorozatot. Magyarországon az RTL Klub vetítette 2017 és 2019 között.

## Évadáttekintés
| Évad | Évad | Részek száma | Részek száma | Eredeti sugárzás     | Eredeti sugárzás  | Eredeti adó | Magyar sugárzás   | Magyar sugárzás  | Magyar adó |
| Évad | Évad | Részek száma | Részek száma | Évadbemutató         | Évadzáró          | Eredeti adó | Évadbemutató      | Évadzáró         | Magyar adó |
| ---- | ---- | ------------ | ------------ | -------------------- | ----------------- | ----------- | ----------------- | ---------------- | ---------- |
|      | 1.   | 18           | 18           | 2016. szeptember 21. | 2017. március 15. | Fox         | 2017. január 6.   | 2017. május 25.  |            |
|      | 2.   | 22           | 22           | 2017. szeptember 26. | 2018. május 8.    | Fox         | 2018. február 13. | 2018. július 6.  |            |
|      | 3.   | 15           | 15           | 2018. szeptember 25. | 2019. február 26. | Fox         | 2019. január 2.   | 2019. április 3. |            |

## Első évad (2016-2017)
| Sor. | Év. | Cím                                              | Rendező         | Író                                                        | Premier                              | Nézettség               |
| --- | --- | ------------------------------------------------ | --------------- | ---------------------------------------------------------- | ------------------------------------ | ----------------------- |
| 1. | 1.  | Furcsa páros (Pilot)                             | McG             | Történet: Matt Miller & Shane Black Tévéjáték: Matt Miller | 2016. szeptember 21. 2017. január 6. | 7,93 millió 0,60 millió |
| Martin Riggs, texasi nyomozó minden szempontból elégedett az életével: imádja a munkáját, gyönyörű felesége, Miranda pedig éppen megszülni készül első gyermeküket. Azonban a sors közbeszól, Miranda meghal egy balesetben, Riggs pedig Los Angelesbe költözik, ahol egy veterán nyomozó, Roger Murtaugh társa lesz. |     |                                                  |                 |                                                            |                                      |                         |
| 2. | 2.  | Hab a tortán (Surf N Turf)                       | McG             | Matt Miller                                                | 2016. szeptember 28. 2017. január 6. | 7,23 millió 0,51 millió |
| Mivel Avery százados nem szeretné, hogy Riggs és Murtaugh még több kárt okozzon, óvatosságból egy csendháborításhoz küldi ki őket, egy feltörekvő bokszoló hollywoodi házához. Ám amint megérkeznek, lövések dörrennek, a házigazda meghal, ők pedig máris nyakig merülnek az ügybe. |     |                                                  |                 |                                                            |                                      |                         |
| 3. | 3.  | Legjobb cimbik (Best Buds)                       | Steve Boyum     | Gene Hong                                                  | 2016. október 5. 2017.január 13.     | 6,62 millió 0,49 millió |
| Amikor elrabolnak egy pénzszállító autót, Murtaugh rádöbben, hogy a megvert sofőr, Ned Brower nyugdíjas zsaru, aki a kiképző tisztje volt hajdanán. Kiderül, hogy a furgonban a legálisan marihuánát áruló „fűpatikák” befizetendő adója volt, és felmerül a gyanú, hogy egy drogkartell keze lehet a dologban. Tovább bonyolódik az ügy, amikor az egyik fűpatika tulajdonosainak lefejezett holttestére találnak, ráadásul megtudják, hogy Nednek több köze van az esethez mint egy átlagos sofőrnek. Ez a helyzet nehéz és veszélyes döntés elé állítja Riggst és Murtaugh-t, és természetesen most sem értenek egyet a helyes megoldásban. |     |                                                  |                 |                                                            |                                      |                         |
| 4. | 4.  | A környéknek annyi (There Goes the Neighborhood) | Jason Ensler    | Adele Lim                                                  | 2016. október 12. 2017. január 20.   | 6,84 millió 0,52 millió |
| Murtaugh nosztalgiával gondol vissza arra az időre, amikor még egy szegényebb környéken laktak, ugyanakkor tudja, hogy a mostani lakóhelyükön sokkal jobb a közbiztonság. Éppen ezért nagyon szíven üti, amikor sorozatos betörések történnek a szomszédságukban, és tűzzel-vassal ki akarja irtani azokat az elvetemült gonosztevőket, akik direkt azt a gazdag negyedet pécézték ki. Dr. Cahill felhívja Riggs figyelmét, hogy úgy néz ki mint egy hajléktalan, Murtaugh pedig hobónak nevezi, és Riggs nagyon a szívére veszi a kritikákat.                                                                                                 |     |                                                  |                 |                                                            |                                      |                         |
| 5. | 5.  | Összeomlás (Spilt Milk)                          | Larry Teng      | Seamus Kevin Fahey                                         | 2016. október 19. 2017. január 27.   | 6,66 millió 0,49 millió |
| Chad Jackson exkommandós biztonsági őrnek jelentkezik egy ékszerüzletbe, de mivel nem kapja meg az állást, bekattan, megveri a biztonsági őrt, és elemel pár ékszert. Később máshol is agresszíven viselkedik. Murtaugh és Riggs nyomoznak az ügyében. Avery nem ért egyet azzal, ahogy Riggs kezeli az esetet, úgy érzi túl közelről érinti, ezért leveszi az ügyről. Pedig éppen Riggs az, aki a seregben átélt tapasztalatainak köszönhetően meg tudja fejteni, hogy milyen veszélyes lépésre készül Jackson. |     |                                                  |                 |                                                            |                                      |                         |
| 6. | 6.  | Maradj távol! (Ties That Bind)                   | Antonio Negret  | Erik Mountain                                              | 2016. november 9. 2017. február 3.   | 7,02 millió 0,47 millió |
| Riggs és Murtaugh egy fiatal fotómodell halálával kapcsolatos, nagy horderejű ügyben nyomoznak, és eközben felfednek egy ördögi titkot, amely Los Angeles egyik legprominensebb családjának a zárt ajtaja mögött zajlik. Riggst kísérteni kezdi a múlt, amikor rádöbben, hogy a halott feleségének legjobb barátnője is kötődik az ügyhöz. Megpróbálja figyelmeztetni a lányt, hogy maradjon távol azoktól az emberektől, de úgy tűnik, mindhiába. |     |                                                  |                 |                                                            |                                      |                         |
| 7. | 7.  | Itt a nyuszi, hol a nyuszi? (Fashion Police)     | Rob Seidenglanz | Kyle Warren                                                | 2016. november 16. 2017. február 10. | 6,60 millió 0,48 millió |
| Amikor egy utazótáskába csomagolt hullát találnak az utcán, Riggs és Murtaugh úgy vélik, hogy a szálak egy drogkartellhez vezetnek. Azonban kiderül, hogy akciójukkal veszélyeztetik a kábítószer ügyosztály több éve folytatott nyomozását, ezért Palmer ügynök felszólítja Avery századost, hogy szálljanak ki az ügyből. Később Palmer rádöbben, hogy a gyilkossági csoportnak lényeges információi vannak az üggyel kapcsolatban, ezért kénytelen együttműködni velük, habár Riggs stílusa az idegeire megy. |     |                                                  |                 |                                                            |                                      |                         |
| 8. | 8.  | A kis szemtanú (Can I Get a Witness?)            | Jason Ensler    | Amanda Green                                               | 2016. november 30. 2017. február 17. | 6,43 millió 0,49 millió |
| Egy kaszinóból egy motoros banda elrabolja az egymillió dolláros jackpotot, és egy pincérnő az egyetlen szemtanú, aki tud valami értékelhetőt mondani a rendőröknek. Nem sokkal később a pincérnőt megpróbálják megölni, és ekkor derül ki, hogy igazából nem is ő a szemtanú, hanem a fia. Dr. Cahill észreveszi, hogy a rémült gyereknek nagyon szimpatikus Riggs, így az ő gondjaira bízza. A kisfiút azonban mindenáron el akarják hallgattatni. |     |                                                  |                 |                                                            |                                      |                         |
| 9. | 9.  | Elmúlt karácsonyok szelleme (Jingle Bell Glock)  | Steve Boyum     | Joe Smith                                                  | 2016. december 7. 2017. február 24.  | 6,26 millió 0,50 millió |
| Lélekben már mindenki a karácsonyra készül, amikor egy fiatal nő lezuhan egy tizenharmadik emeleti teraszról. Hamar kiderül, hogy a gyilkosság egy hírhedt mexikói drogbáró pszichopata unokaöccséhez, Eddie Floreshez köthető, akit Riggs már régebbről ismer. A csapat rájön, hogy a meggyilkolt lány Flores barátnője volt, aki amikor rájött, hogy kicsoda, rendőrkézre akarta juttatni. Ráadásul Riggs arra a következtetésre jut, hogy a felesége haláláért is Flores a felelős. |     |                                                  |                 |                                                            |                                      |                         |
| 10. | 10. | Otthonülők (Homebodies)                          | Michael Fields  | Alex Taub                                                  | 2017. január 4. 2017. március 30.    | 6,30 millió 0,35 millió |
| Amikor megölnek egy partiszervezőt, hamar kiderül, hogy a férfi kábítószerrel is kereskedett, habár a szer teljesen legális. Scorsese kielemzi a lefoglalt drogot, majd ki is próbálja saját magán, és annyira tetszik neki a hatása, hogy rögtön utánanéz, honnan lehet beszerezni az összetevőit. Riggs és Murtaugh eljutnak a drog gyártójáig, akitől megtudják, hogy a partiszervezőt megfenyegette egy koreai banda. |     |                                                  |                 |                                                            |                                      |                         |
| 11. | 11. | A törvény emberei (Lawmen)                       | Sylvain White   | Andy Callahan                                              | 2017. január 11. 2017. április 6.    | 6,48 millió 0,36 millió |
| Egy texas ranger épp egy fogvatartottat szállít Los Angeles-ből Texasba, ahol gyilkosságért állítanák bíróság elé, ám az autóját megtámadják, őt megölik, a fogvatartott pedig megszökik. Riggs úgy véli, hogy a megyei seriff hivatalában kell keresni a bűnöst, hiszen csakis ők ismerték a transzport útvonalát, Murtaugh viszont elképzelhetetlennek tartja, hogy egy rendőr belekeveredhet ilyesmibe. |     |                                                  |                 |                                                            |                                      |                         |
| 12. | 12. | Testvéri szeretet (Brotherly Love)               | Uta Briesewitz  | Stacy A. Littlejohn                                        | 2017. január 18. 2017. április 13.   | 6,29 millió 0,33 millió |
| Amikor valaki el akar lopni a rendőrségi járműtelepről egy tilosban parkolás miatt elvontatott ócska autót, Murtaugh-nak gyanús lesz a dolog, és végül kétmillió dollár értékű kokaint találnak benne. A DNS-minta alapján egy hosszú priusszal rendelkező, de állítólag jó útra tért fiatal bűnözőre terelődik a gyanú, akit le is tartóztatnak. Azonban a fiú védőügyvédje éppen Trish, aki a vádemelési meghallgatás során keresztkérdésekkel sarokba szorítja Riggst. |     |                                                  |                 |                                                            |                                      |                         |
| 13. | 13. | Mélypont (The Seal is Broken)                    | Nathan Hope     | Adele Lim & Gene Hong                                      | 2017. január 25. 2017. április 20.   | 6,28 millió 0,28 millió |
| Egy férfit holtan találnak egy szállodai szobában, és kiderül, hogy erőszakkal túladagolták heroinnal. Nem sokkal később egy nőt próbálnak brutális módon megölni, és amikor a nyomozók összefüggést keresnek a két eset között, rájönnek, hogy ugyanabba a templomba jártak mindketten. Riggst új mélységekbe taszítja Miranda halálának első évfordulója, Murtaugh-nak és Trishnek viszont azzal a kellemetlen hírrel kell szembenéznie, hogy RJ bejelenti, nem megy egyetemre, hanem biogazdálkodásba kezd Új-Zélandon a barátnőjével. |     |                                                  |                 |                                                            |                                      |                         |
| 14. | 14. | A terápia (The Murtaugh File)                    | Matt Barber     | Seamus Kevin Fahey                                         | 2017. február 8. 2017. április 27.   | 6,25 millió 0,33 millió |
| Egy motorost szándékosan a szakadékba löknek, de a nyomozás során kiderül, hogy nem ő volt az igazi célpont. Riggs és Murtaugh rájönnek, hogy dr. Cahillnek van egy rögeszmés zaklatója, és felmerül a gyanú, hogy egy jelenlegi vagy volt páciense lehet az illető. Avery külsős szakértőt kér fel, hogy nézze át Cahill betegeinek aktáit, hátha valami nyomra bukkannak. Riggs véletlenül meglátja, hogy dr. Cahillnek Murtaugh-ról is van aktája, és furdalja az oldalát a kíváncsiság, hogy a társa vajon milyen lelki probléma miatt járt terápiára.                                                                                     |     |                                                  |                 |                                                            |                                      |                         |
| 15. | 15. | A zugügyvéd (As Good As It Getz)                 | Nick Copus      | Rob Wright                                                 | 2017. február 15. 2017. május 4.     | 6,37 millió 0,35 millió |
| Riggs és Murtaugh ismét kénytelen együtt dolgozni Karen Palmer ügynökkel, hogy megvédjék Leo Getzet, a kis zugügyvédet, aki belekeveredett egy drogkartelles leszámolásba. Amint egyre jobban belemerülnek az ügybe, rájönnek, hogy nem Leo az egyetlen, akit a kartell el akar intézni, hanem Palmer ügynöknek is ott van a célkereszt a hátán. A közös munka során többeknek is feltűnik, hogy Riggs és Palmer között izzik a levegő... |     |                                                  |                 |                                                            |                                      |                         |
| 16. | 16. | Veszélyes játékok (Unnecessary Roughness)        | Bethany Rooney  | Laura Putney & Margaret Easley                             | 2017. február 22. 2017. május 11.    | 6,26 millió 0,29 millió |
| Egy középiskolai rögbisztár gyilkossági ügye kapcsán Riggs és Murtaugh kénytelenek alaposabban megismerkedni az egyetemi toborzás profithajhász, korrupt világával. A gyanúsítottak közt szerepel egy feddhetetlennek tűnő egyetemi sporttoborzó, egy volt nehézsúlyú bokszbajnok, egy helyi rosszfiú és egy édesanya is. De ki az igazi bűnös? |     |                                                  |                 |                                                            |                                      |                         |
| 17. | 17. | A probléma neve: Maria (A Problem Like Maria)    | Rob Bailey      | Alex Taub                                                  | 2017. március 8. 2017. május 18.     | 5,93 millió 0,38 millió |
| Amikor egy hullát találnak egy felüljárón, Riggs döbbenten ismeri fel benne azt a férfit, akit pár órával korábban Palmerrel látott beszélgetni. Azonban hiába keresi a nőt, nem tudja elérni, majd megtalálja a telefonját egy védett házban, ahol rengeteg vérnyomot is találnak. Az aggodalom hatására ismét elveszti az önuralmát, és olyasmit követ el, aminek következtében a városi ügyész, Delgado felfüggeszti. Murtaugh azonban az ő oldalán áll, és ketten illegális akcióba kezdenek. |     |                                                  |                 |                                                            |                                      |                         |
| 18. | 18. | Zűrös páros (Commencement)                       | Steve Boyum     | Matt Miller & Kyle Warren                                  | 2017. március 15. 2017. május 25.    | 6,02 millió 0,34 millió |
| Riggs bármi áron meg akarja tudni, hogy mi köze Gideonnak Miranda halálához, és továbbra is megszállottan keresi a válaszokat a felesége halálával kapcsolatban. Megdöbbentő dolgot tud meg apósáról. Ám nem csak ő akar válaszokat kicsikarni a kartellből, a kartell is szeretne megtudni tőle egyet s mást, ezért foglyul ejtik Murtaugh-val együtt. |     |                                                  |                 |                                                            |                                      |                         |

## Második évad (2017-2018)
| Sor. | Év. | Cím                                                     | Rendező                    | Író                                  | Premier                                | Nézettség               |
| --- | --- | ------------------------------------------------------- | -------------------------- | ------------------------------------ | -------------------------------------- | ----------------------- |
| 19. | 1.  | Az őrült gringó (El Gringo Loco)                        | Steve Boyum                | Matt Miller & Kyle Warren            | 2017. szeptember 26. 2018. február 13. | 4,37 millió 0,23 millió |
| Martaugh és Riggs, ha nem is sértetlenül, de túlélik Mexikót és a kartell elleni harcot. Úgy tűnik, Riggs végre túlteszi magát a múltján, és új fejezetet kezd az életében. Ehhez már csak egy dologra van szüksége. Egy jó okra, amiért érdemes élni. Riggs Mexikóban arra készül, hogy végezzen Tito Floresszel, Murtaugh pedig próbál a társa nyomára bukkanni, hogy észre térítse. Eközben a Los Angeles-i rendőrség belső vizsgálatot indít a Tito Flores-ügyben, amivel igencsak kellemetlen perceket szereznek Averynek. Murtaugh-nak sikerül meggyőznie Riggst, hogy élve vigyék vissza Tito Florest az Egyesült Államokba, de az akció nem éppen a tervük szerint folytatódik. |     |                                                         |                            |                                      |                                        |                         |
| 20. | 2.  | Szeptemberi tánc (Dancing in September)                 | Rob Bailey                 | Alex Taub                            | 2017. október 3. 2018. február 15.     | 4,10 millió 0,30 millió |
| Riggs és Murtaugh egy plasztikai sebész halála kapcsán arra a következtetésre jut, hogy a sebész magánklinikáján drogkereskedés folyik. Riggs rögtön meg is ragadja az alkalmat, és felkeresi Palmert azzal az ürüggyel, hogy a drogügyesek segítségét kérje. Palmer azonban, akit parkolópályára tettek, amiért kiadta Riggsnek a Flores-aktát, ezzel az üggyel akar visszakerülni az élvonalba, így ádáz vetélkedés bontakozik ki kettejük közt. |     |                                                         |                            |                                      |                                        |                         |
| 21. | 3.  | Sztárral szemben (Born to Run)                          | Nathan Hope                | Stacy A. Littlejohn                  | 2017. október 10. 2018. február 22.    | 3,89 millió 0,20 millió |
| Amikor egy popsztár testőrét megölik, a rendőrség arra a következtetésre jut, hogy a sztár veszélyben van, ezért állandó védelmet biztosítanak neki. Riggsnek és Murtaugh-nak feltűnik, hogy az énekesnőn bántalmazás nyomai láthatók, és elsősorban a menedzserét gyanúsítják. Azonban később feltűnik a színen a lány régi fiúja, aki a börtönt is megjárta, úgyhogy az ügy még bonyolultabbá válik. Eközben új nyomozó érkezik a gyilkossági csoporthoz: a rendőrségi toborzó plakátokról is ismert Zach Bowman. |     |                                                         |                            |                                      |                                        |                         |
| 22. | 4.  | Dupla kockázat (Flight Risk)                            | Omar Madha                 | Seamus Kevin Fahey                   | 2017. október 17. 2018. március 1.     | 3,79 millió 0,23 millió |
| Dan Cooper, kirabolja egy magánrepülőgép gazdag utasait, majd ejtőernyővel kiugrik a gépből. Riggsnek nagyon imponál a bűnöző szemtelensége és vagánysága, annál kevésbé Murtaugh-nak. Kiderül, hogy a gépen dolgozó utaskísérő az elkövető lánya, így felmerül a gyanú, hogy összejátszottak. Coopernak azonban nem csak a rendőrség, hanem egy veszélyes fegyveres banda elől is menekülnie kell, mert tudtán kívül egy olyan gyémánttal teli aktatáskát is elrabolt, amit a gengszterek igen rossz néven vettek. |     |                                                         |                            |                                      |                                        |                         |
| 23. | 5.  | Nyeregbe! (Let It Ride)                                 | Eric Laneuville            | Rob Wright                           | 2017. november 7. 2018. március 8.     | 4,06 millió 0,25 millió |
| Murtaugh és Riggs olyan ügyben nyomoznak, amelyben az áldozat pillanatokkal azelőtt halt meg, hogy a ló, amelyre fogadott, megnyerte a futamot. Leo Getz is felbukkan, ugyanis az áldozat ügyvédje és barátja volt, és körömszakadtáig bizonygatja, hogy szerinte ez gyilkosság volt. A rendőrök eleinte nem hisznek neki, de aztán egyre több gyanús körülmény merül fel. |     |                                                         |                            |                                      |                                        |                         |
| 24. | 6.  | Aranyláz (Gold Rush)                                    | Steve Boyum                | Terence Paul Winter                  | 2017. november 14. 2018. március 22.   | 3,84 millió 0,23 millió |
| Riggs és Murtaugh egy betöréses rablási ügyben nyomoznak, amelynek során az egyik betörőt lelőtte valaki. Riggs attól fél, hogy egy gyerekkori jó barátja lehet a tettes, akit épp előző nap helyeztek feltételes szabadlábra, ezért megpróbálja hátráltatni a nyomozást, amíg ki nem deríti, mi az igazság. Murtaugh-nak ismét gondja akad otthon, mert egy kekszes dobozban talál egy eldugott füves cigit, s arra a következtetésre jut, hogy csak Trish-é lehet az anyag. |     |                                                         |                            |                                      |                                        |                         |
| 25. | 7.  | Madárlesen (Birdwatching)                               | Salli Richardson-Whitfield | Elizabeth Davis Beall                | 2017. november 21. 2018. március 29.   | 3,86 millió 0,29 millió |
| Egy szörfös rejtélyes halálakor a gyanú egy rossz hírű szörfös bandára, a Hullám Fiúkra terelődik, akik minden idegent megfenyegetnek, aki az öblükbe merészkedik. Mivel Bowman maga is szörfözik, és jól ismeri azt a közösséget, Avery a B-csapatot bízza meg a banda megfigyelésével. Murtaugh és Riggs azt a feladatot kapja, hogy beszéljenek egy környékbeli lakossal, aki többször is panaszt tett a banda miatt, és távol tartási végzést is kért a főkolompos ellen. |     |                                                         |                            |                                      |                                        |                         |
| 26. | 8.  | Maffiózó reggelire (Fork-Getta-Bout-It)                 | Matt Barber                | Michael C. Martin & Joe Smith        | 2017. november 28. 2018. április 12.   | 4,89 millió 0,23 millió |
| A nyomozópárost egy kórházba hívják, ahol villával nyakon szúrtak valakit. A tetthelyen olyan orvos ujjlenyomatát találják meg, aki - elvileg - már öt éve halott, és aki koronatanú lett volna egy New York-i maffiavezér elleni perben, mielőtt eltűnt. Scorsese elújságolja, hogy a barátja, akivel közösen dolgoznak a forgatókönyvén, régebben New Yorkban élt, és az ottani maffiának dolgozott. Az illetőtől megtudják, hogy a titokzatos orvos felesége a maffia egyik bérgyilkosa. |     |                                                         |                            |                                      |                                        |                         |
| 27. | 9.  | Bolond szél fúj (Fools Rush In)                         | Eric Laneuville            | Kyle Warren & Eileen Jones           | 2017. december 5. 2018. április 19.    | 4,50 millió 0,24 millió |
| A rendőrség egy szőnyegbe csavart hullát talál egy szemetes kukában, akit nem tudnak azonosítani, viszont sikeresen lenyomozzák a szőnyeg tulajdonosát. Az illetőről kiderül, hogy nagy híve az összeesküvés-elméleteknek, és azt állítja, hogy Elvis Presley még mindig él, és ő irányítja a forgalmat egész Hollywoodban. Eközben valaki meghekkeli a rendőrség adatbázisát, és találkozóra hívja Murtaugh-t és Riggst, ahol egy drón várja őket. |     |                                                         |                            |                                      |                                        |                         |
| 28. | 10. | Romba dőlt karácsony (Wreck the Halls)                  | Steve Boyum                | Katie Varney                         | 2017. december 12. 2018. április 26.   | 4,08 millió 0,23 millió |
| Mindenki alig várja már a karácsonyt. Riggs meghívást kap Mollyékhoz, a Murtaugh család pedig Hawaiin tervezi tölteni az ünnepeket. Azonban közvetlenül az utazás előtt megölik Murtaugh egy régi pártfogoltját, Diegót. A nyomozás során eljutnak a fiú volt munkahelyére, egy elit klubba, ahol egy olyan kaliberű fegyvert találnak az egyik alkalmazott szekrényében, amilyennel Diegót megölték. |     |                                                         |                            |                                      |                                        |                         |
| 29. | 11. | Talált lóvé (Funny Money)                               | Nathan Hope                | Alex Taub                            | 2018. január 2. 2018. május 3.         | 4,55 millió 0,23 millió |
| Egy táskányi hamis százdolláros véletlenül három tizenéves kezébe kerül, akik rögtön költekezni kezdenek, nem is sejtve, hogy a nyomukban van egy veszélyes bűnbanda. Murtaugh és Riggs a pénzhamisítók után nyomoznak, és együtt kell működniük a nyugdíjazás előtt álló Peterson ügynökkel, akit a legtöbben élő legendának tartanak. Murtaugh viszont ki nem állhatja, mert nagyképűnek tartja, ráadásul folyton arra célozgat, hogy Murtaugh is közeledik a nyugdíjhoz. |     |                                                         |                            |                                      |                                        |                         |
| 30. | 12. | Csontváz a szekrényben (Diggin' Up Dirt)                | Maja Vrvilo                | Seamus Kevin Fahey & Joe Smith       | 2018. január 9. 2018. május 10.        | 4,26 millió 0,20 millió |
| Autóbombával megölnek egy városi tanácsost, aki indulni akart a polgármester-választáson. Mivel a férfi Trish régi kollégája volt, ráadásul Trish szemtanúja is volt a merényletnek, Leo Getz-cel együtt nyomozni kezdenek az ügyben - Murtaugh határozott kérése ellenére. A rendőrség azt gyanítja, hogy egy kartell áll a gyilkosság hátterében, és Ronnie Delgadónak, Riggs börtönben lévő apósának is köze van hozzá. Miközben Riggs elbeszélget vele, döbbenetes titkot tud meg Mirandáról. |     |                                                         |                            |                                      |                                        |                         |
| 31. | 13. | Terápiát mindenkinek! (Better Living Through Chemistry) | Rob Bailey                 | Zev Borow                            | 2018. január 16. 2018. május 17.       | 5,03 millió 0,23 millió |
| Dr. Cahill meglátogatja egy páciensét a bűnözők számára fenntartott pszichiátriai létesítményben, a férfi azonban foglyul ejti, megszökik az intézetből, magával hurcolva dr. Cahillt egy kocsi csomagtartójában. Riggst ismét elragadja a dühe, és szándékosan összetöri egy férfi autóját, újabb fejfájást okozva ezzel Averynek. Ugyanis kiderül, hogy a károsult a polgármester-helyettes, és minden követ megmozgat, hogy Riggst eltávolítsák a rendőrség kötelékéből. Trish aggódik amiatt, hogy RJ depressziós, ezért terápiára akarja vinni... |     |                                                         |                            |                                      |                                        |                         |
| 32. | 14. | Dupla műszak (Double Shot of Baileys)                   | John Behring               | Stacy A. Littlejohn                  | 2018. január 23. 2018. május 24.       | 4,55 millió 0,20 millió |
| Bailey nyomozó húga szembekerül a törvénnyel, ráadásul a maffia is fenyegeti, és Baileynek el kell döntenie, hogy milyen messzire hajlandó elmenni testvére védelme érdekében. Riana aggódik, hogy a fiúja, Robbie megcsalja, és mivel Trish éppen céges csapatépítő tréningen van, Murtaugh-ra hárul a feladat, hogy ápolja a lánya lelkivilágát. Természetesen, ezt a maga módján teszi, vagyis rendőrségi megfigyelő módszerekkel leskelődik a fiú után. |     |                                                         |                            |                                      |                                        |                         |
| 33. | 15. | Púp a hátunkon (An Inconvenient Ruth)                   | Larry Teng                 | Kyle Warren                          | 2018. február 6. 2018. május 31.       | 4,35 millió 0,22 millió |
| Két férfi megpróbál kirabolni egy ékszerüzletet, de egy idős nő fegyvert ránt, és meghiúsítja a támadást. Miközben Riggs megpróbálja felvenni a tanúvallomását, leszakad a nő lakóautójának az ajtaja, és az asszony Riggs-szel akarja kifizettetni a javítást, ráadásul egy szállodai szobát is követel magának... Bowman a sötét weben próbál nyomra bukkanni az üggyel kapcsolatban, és közben felbérel egy orosz bűnözőt, hogy törvénytelen módszerekkel jusson információhoz. |     |                                                         |                            |                                      |                                        |                         |
| 34. | 16. | Holdkórosok társasága (Ruthless)                        | Silver Tree                | Carlos Jacott                        | 2018. február 27. 2018. június 7.      | 4,13 millió 0,18 millió |
| Egy banda támadást rendez a Los Angeles-i rendőrség fegyver-visszavásárlási napján, és több száz fegyvert elrabol a helyszínről. Amikor elkapják a bandafőnököt, az állítja, hogy az ATF beépített ügynöke, és amint lezárja az akciót, visszaszolgáltatja a fegyvereket a rendőrségnek. Az ATF főnöke igazolja, hogy valóban ügynök, de azt mondja, nincs semmilyen akció, a férfi zavarodottan viselkedik, mióta egy fegyverkereskedő lelőtte a társát. A főnök, Blum és Avery ezek után azon versengenek, hogy melyikük holdkórosa a nehezebb eset. |     |                                                         |                            |                                      |                                        |                         |
| 35. | 17. | Két hülye egy pár (The Odd Couple)                      | Larry Teng                 | Elizabeth Davis Beall & Eileen Jones | 2018. március 6. 2018. június 15.      | 4,00 millió 0,27 millió |
| Riggst egyre jobban megviseli, hogy Murtaugh már egy hete nála lakik, úgyhogy nagyon szeretné, ha minél hamarabb elköltözne. Murtaugh-nak viszont rosszul esik, hogy Riggs nem értékeli az arra irányuló erőfeszítéseit, hogy otthonosabbá varázsolja a lakókocsit. Azonban hiába szeretne kibékülni Trish-sel, mert egy félresikerült letartóztatás során meghiúsítanak egy kétszázmillió dolláros üzletet. Hogy kiküszöböljék a csorbát, újabb merész akcióba fognak... |     |                                                         |                            |                                      |                                        |                         |
| 36. | 18. | Zsaruk a pácban (Frankie Comes to Hollywood)            | John Behring               | David Fury                           | 2018. április 10. 2018. június 22.     | 4,14 millió 0,31 millió |
| A gyilkossági csoportot egy olyan ügyhöz riasztják, amelynek az áldozata korábban bűnöző volt, és a megölésének módja maffia leszámolásra utal. Murtaugh azonnal Frankie Kelsóra, egy bérgyilkosra gyanakszik, akit már tizenhat éve próbál elkapni, és a helyszíni térfigyelő kamerák felvételei alá is támasztják a gyanúja helyességét. A rendőrség nagy erőkkel vonul fel Kelso ellen, de a férfi kicsúszik a markukból, ráadásul túszul ejti Murtaugh-t. |     |                                                         |                            |                                      |                                        |                         |
| 37. | 19. | Veszélyes ara (Leo Getz Hitched)                        | Nick Copus                 | Rob Wright                           | 2018. április 17. 2018. június 29.     | 3,59 millió 0,30 millió |
| Murtaugh és Riggs hivatalos Leo Getz esküvőjére, ám a menyasszony valamiért nem jelenik meg. A nyomozók elmennek a nő lakására, hogy utánanézzenek, mi történt, és egy hullát találnak a helyszínen. Mint kiderül, Nina egy illegális pókerbarlangban pincérnő, és előző este ellopott egy táska kokaint egy gengsztertől, hogy annak az árából tudjon új életet kezdeni Leóval. |     |                                                         |                            |                                      |                                        |                         |
| 38. | 20. | Kitör a frász! (Jesse's Girl)                           | Clayne Crawford            | Seamus Kevin Fahey & Joe Smith       | 2018. április 24. 2018. június 29.     | 4,28 millió 0,22 millió |
| Riana elveszíti az apja egyetemi dzsekijét, amit később egy gyilkosság helyszínén találnak meg, ezért Murtaugh-t kitöri a frász, hogy a lányából gyilkos lett. Kiderül, hogy Riana kölcsönadta a dzsekit az új barátnőjének, Phoebe-nek, aki a fiújával betört az áldozat házába, ahonnan értékes drágakövek tűntek el. A fiatal pár után nem csupán Riggsék kutatnak, de gyilkos gengszterek is, akik meg akarják szerezni az értékes köveket. |     |                                                         |                            |                                      |                                        |                         |
| 39. | 21. | Pótfőnök a láthatáron (Family Ties)                     | Nick Copus                 | Alex Taub                            | 2018. május 1. 2018. július 6.         | 3,09 millió 0,28 millió |
| Elrabolják egy gazdag gyógyszergyáros feleségét, és váltságdíjat követelnek érte. Amikor kiderül, hogy az emberrablók egy neonáci szervezet, a Texasi Árja Testvériség tagjai, Riggs apjának felajánlják, hogy szabadon bocsátják, ha hasznos információt tud nyújtani. Nathan Riggs belemegy az alkuba, de ezzel veszélybe sodorja a saját életét. |     |                                                         |                            |                                      |                                        |                         |
| 40. | 22. | Az utolsó nap (One Day More)                            | Steve Boyum                | Matt Miller & Katie Varney           | 2018. május 8. 2018. július 6.         | 3,15 millió 0,25 millió |
| Murtaugh úszik a boldogságban a parancsnoki kinevezése miatt, és alig várja, hogy Trish „meglepetés” bulit szervezzen neki. Az utolsó együtt töltött napjuk előtt elmegy Riggshez, hogy elmondja neki, holnaptól már nem lesznek társak. Miközben beszélgetnek, két motoros érkezik, és szitává lövik Riggs lakókocsiját. |     |                                                         |                            |                                      |                                        |                         |

## Harmadik évad (2018-2019)
| Sor. | Év. | Cím                                               | Rendező           | Író                         | Premier                              | Nézettség               |
| --- | --- | ------------------------------------------------- | ----------------- | --------------------------- | ------------------------------------ | ----------------------- |
| 41. | 1.  | Ketten egy csónakban (In the Same Boat)           | Nick Copus        | Matt Miller & Joe Smith     | 2018. szeptember 25. 2019. január 2. | 3,43 millió 0,30 millió |
| A Los Angeles-i rendőrség csapata új emberrel bővül, Wes Cole-lal, aki egy traumatikus szíriai akció után otthagyta a CIA-t, és most rendezni próbálja a viszonyát az exével és a kislányával. Murtaugh egy nap épp egy lehetséges nyomot vizsgál, és le akar foglalni egy furgont, ám legnagyobb bosszúságára Cole is ugyanazt a furgont próbálja lefoglalni. Ez a találkozás pedig nem várt fordulatot hoz mindkettejük életébe. |     |                                                   |                   |                             |                                      |                         |
| 42. | 2.  | Tudnom kell (Need to Know)                        | Claudia Yarmy     | Alex Taub                   | 2018. október 2. 2019. január 2.     | 3,15 millió 0,25 millió |
| Meggyilkolnak egy embert, aki pénzmosást végzett bűnözőknek, és a gyanú egy közép-amerikai banda, a Los Surenos egyik tagjára terelődik. A nyomozásban az FBI két ügynöke is segít, ám Cole nem ért egyet a módszereikkel, ezért folyton összeütközésbe kerül velük. Ez rendkívül irritálja Murtaugh-t, aki nagy várakozásokkal tekintett az új társával való közös munka elé, ám rögtön az első nap csalódnia kellett. Megkéri dr. Cahillt, kukkantson bele Cole fejébe, hogy minden rendben van-e vele. Eközben Avery visszatér a rablás-gyilkossági csoport élére, miután a választási kampánya befuccsolt.                                                                                             |     |                                                   |                   |                             |                                      |                         |
| 43. | 3.  | Csalóka főnyeremény (A Whole Lotto Troublen)      | Steve Boyum       | Kyle Warren                 | 2018. október 9. 2019. január 9.     | 2,94 millió 0,32 millió |
| Miközben egy feltételezett lottóbundázási ügyben nyomoznak, Murtaugh izgatottan készül az ünnepségre, amit abból az alkalomból rendeznek, hogy 30 éve dolgozik rendőrként. Hideg zuhanyként éri a hír, hogy Trish apja náluk lesz néhány napig, mert úgy érzi, hogy folyton szándékosan leégeti mások előtt. |     |                                                   |                   |                             |                                      |                         |
| 44. | 4.  | Az igazság bajnoka (Leo Getz Justice)             | Nick Copus        | Ariana Jackson              | 2018. október 16. 2019. január 16.   | 2,86 millió 0,19 millió |
| Murtaugh-t és Cole-t olyan gyilkossághoz riasztják, ami kísértetiesen hasonlít egy tíz évvel korábbi sorozatgyilkossághoz, amelynek elkövetője azóta is börtönben ül. A helyszínen megjelenik Leo Getz (Thomas Lennon), aki Dan Harrisont képviseli, azt a férfit, akit szerinte tévesen ítéltek el a hajdani gyilkosságokért, és ártatlanul ül börtönben. Mivel egyedül nem boldogul az üggyel, Trish segítségét kéri, aki vonakodva bár, de beleegyezik, hogy átnézi az aktákat. |     |                                                   |                   |                             |                                      |                         |
| 45. | 5.  | Kincs, ami nincs (Get the Picture)                | Rob Bailey        | Bill Callahan               | 2018. október 30. 2019. január 23.   | 2,67 millió 0,21 millió |
| Murtaugh és Cole egy kamionnyi ellopott műkincs után nyomoz, amelynek a tulajdonosa a rendőrfőnök barátja, ezért rendkívüli nyomás nehezedik Averyre, aki bizonyítani akar a Los Angeles-i rendőrség fejének. Cole megtudja, hogy Andrew meg akarja kérni Natalie kezét, és ez nem várt érzelmi zűrzavart kelt benne. Riana megzsarolja az apját, hogy engedje el egy koncertre, miután rájön, hogy Murtaugh hazudott Trishnek, amikor azt mondta, hogy eladta Lucille nevű hajóját. |     |                                                   |                   |                             |                                      |                         |
| 46. | 6.  | Panama (Panama)                                   | Keesha Sharp      | Michelle Mitchenor          | 2018. november 6. 2019. január 30.   | 3,03 millió 0,27 millió |
| Kirabolják egy bank páncéltermét, méghozzá olyan módszerrel, ami alapján Cole arra gyanakszik, hogy az illető CIA-s kiképzést kapott. Nemsokára meg is jelenik Cole hajdani CIA-s felettese, és elárulja, hogy valóban egy volt CIA-ügynök a betörő, aki nemzetbiztonsági kockázatot jelent, ezért ki kell iktatni. Az eset kapcsán Cole-ban felidéződnek a régi, nyomasztó emlékek... |     |                                                   |                   |                             |                                      |                         |
| 47. | 7.  | Zűrös társak (Bali)                               | Nafessa Williams  | Marcus Black                | 2018. november 13. 2019. február 6.  | 2,79 millió 0,24 millió |
| Murtaugh telefonhívást kap Mayától, aki aggódik, amiért az apja előző nap nem jelent meg a vetélkedőjén. Miután kiderül, hogy senki sem tudja, hol lehet Cole, Murtaugh rájön, hogy társát elrabolta a Vasquez kartell. Cole a CIA-s mentorához, Barneshoz fordul segítségért,m de mint később kiderül, ezért nagy árat kell fizetniük. Bailey és új társa, Gute, nehezen jönnek ki egymással, és a kettejük közti, fokozódó feszültség végül ismét tettlegességhez vezet. |     |                                                   |                   |                             |                                      |                         |
| 48. | 8.  | Koccanás (What the Puck)                          | April Mullen      | Norman Morrill              | 2018. november 27. 2019. február 13. | 3,00 millió 0,21 millió |
| Cole teljesen fel van dobva a múltkori csók után, biztos benne, hogy Natalie-nek is sokat jelentett, és lesz folytatása a dolognak, úgyhogy mellbe vágja, amikor megtudja, hogy Andrew meg akarja kérni Natalie kezét. Trish csajos estét tart otthon a barátnőivel, ezért kitiltja Murtaugh-t a házból, aki elkeseredetten próbál pasis programot szervezni magának valakivel. Avery nagyon szeretne jó benyomást tenni az új helyettes kerületi ügyészre, aki a kaliforniai szenátor lánya, vagyis előmozdíthatná a politikai karrierjét, amiről még nem mondott le egészen. Azonban Cole épp aznap reggel koccan a helyettes ügyésszel, amikor Avery készül bemutatkozni neki, és bemutatni a csapatát. |     |                                                   |                   |                             |                                      |                         |
| 49. | 9.  | Zsivány télapók (Bad Santas)                      | John Behring      | Alex Taub                   | 2018. december 4. 2019. február 19.  | 2,89 millió 0,19 millió |
| Cole lelkesen készül a Mayával töltendő első karácsonyára, és eközben felidéződik benne néhány fájdalmas gyerekkori emlék. Murtaugh izgatottan várja, hogy RJ hazajöjjön az ünnepekre Costa Ricáról, és hatalmas bulit rendez ennek örömére, habár Trish inkább egy meghitt családi vacsorát szeretne. Cole nehéz helyzetbe kerül, amikor Maya legjobb barátjának az apját gyanúsítják egy betörés-sorozattal, és mindent elkövet a lánya kedvéért, hogy bebizonyítsa a férfi ártatlanságát. |     |                                                   |                   |                             |                                      |                         |
| 50. | 10. | Bimbózó barátság (There Will Be Bud)              | Nathan Hope       | Bill Callahan               | 2019. január 1. 2019. február 27.    | 3,38 millió 0,16 millió |
| Cole-t még mindig nyomasztja Natalie és Andrew eljegyzése, úgyhogy belebocsátkozik egy kalandba, ami nem várt feszültséget okoz a kerületi ügyésszel, Ericával való viszonyában. Harper ovijában kanyarójárvány van, ezért Trish kénytelen magával vinni a bíróságra, ráadásul még Leo Getz-cel is összefut, aki belerángatja egy csoportos perbe. Trish rájön, hogy a per jó lehetőség a magánpraxisa szempontjából, és ennek érdekében attól sem riad vissza, hogy veszélyes helyzetekbe keveredjen. Amikor pedig kiderül, hogy Trish ügyének köze van ahhoz a gyilkossághoz, amin Murtaugh épp dolgozik, elkerülhetetlen az összeütközés férj és feleség közt.                                          |     |                                                   |                   |                             |                                      |                         |
| 51. | 11. | Hurrá, nyaralunk! (Dial M for Murtaugh)           | Jay Chandrasekhar | Kyle Warren                 | 2019. január 8. 2019. március 6.     | 3,23 millió 0,20 millió |
| A Murtaugh család végre eljut egy közös nyaralásra, de természetesen semmi sem úgy sikerül, ahogy eltervezik. Trish szinte minden percüket beosztja, mivel a lehető legtöbb programot szeretné kipróbálni a vakáció alatt. Riana végig duzzog, mert a szülei kényszerítették, hogy velük nyaraljon. RJ-ről kiderül, hogy a legújabb elképzelése a karrierépítésről az, hogy nyitni akar egy füves patikát. Roger mindjárt az első napon meghúzza a hátát, ezért arra kényszerül, hogy a szobában pihenjen, de az ablakból meglát egy bűncselekményt, és mivel senki sem hisz neki, a saját szakállára kezd nyomozni...                                                                                     |     |                                                   |                   |                             |                                      |                         |
| 52. | 12. | Rendőrakadémia (The Roger and Me)                 | Eric Laneuville   | Ariana Jackson & Joe Smith  | 2019. január 15. 2019. március 13.   | 3,07 millió 0,18 millió |
| Murtaugh előadást tart a rendőrakadémián, és nagyon élvezi, de amikor Trish felveti, hogy talán tanítania kellene, mert már idős ahhoz, hogy rendőr legyen, teljesen kiborul. A helyzetet tovább rontja, hogy Trish-nek felajánlják a kerületi ügyészi posztért való indulás lehetőségét, ami izgalmas új karriert jelentene a számára. Murtaugh a múltba menekül vigaszképpen, és felidézi magában, hogy milyen volt, amikor még képes volt megcsinálni a jellegzetes karate rúgását, a „Rogert”. |     |                                                   |                   |                             |                                      |                         |
| 53. | 13. | Csontvázak a szekrényben (Coyote Ugly)            | Matt Barber       | Seamus Kevin Fahey          | 2019. február 12. 2019. március 20.  | 3,11 millió 0,13 millió |
| Trish továbbra is készül a kerületi ügyészi választásra, és a kampánymenedzsere szeretne alaposabban utánanézni a családtagok hátterének, nehogy valami kényes témára bukkanhassanak az ellenfelei. Roger ideges, hogy kiderülhet róla valami kompromittáló dolog, ezért megkéri Averyt, hogy fedezze a hátát, arra azonban nem számít, hogy éppen Trish múltjából kerül elő egy hatalmas csontváz. |     |                                                   |                   |                             |                                      |                         |
| 54. | 14. | Törésvonalak (A Game of Chicken)                  | Eric Laneuville   | Alex Taub & Felicia Hilario | 2019. február 19. 2019. március 27.  | 3,24 millió 0,15 millió |
| Murtaugh-éknál nagy a felfordulás, mert Trish a kampányára próbál koncentrálni, ezért Rogernek kéne kézben tartani a háztartás és a család ügyes-bajos dolgait. Ráadásul egy riporter cikket ír Trish-ről, és Rogert is meginterjúvolja, aminek katasztrofális következményei lesznek. Eközben Cole is nehéz helyzetben van, mert Rafit egy egyetemi professzor meggyilkolásával gyanúsítják, ő viszont hisz a fiú ártatlanságában. A kínai titkosszolgálat ténykedését sejti a háttérben, és a volt CIA-s feletteséhez, Barnes-hoz fordul segítségért, amelynek eredményeképpen összetűzésbe kerül nem csak Murtaugh-val, de Ericával is.                                                                 |     |                                                   |                   |                             |                                      |                         |
| 55. | 15. | A kém, aki szeretett engem (The Spy Who Loved Me) | Nick Copus        | Matt Miller & Eileen Jones  | 2019. február 26. 2019. április 3.   | 3,06 millió 0,14 millió |
| Natalie közli Cole-lal, hogy egy évre külföldre mennek dolgozni Andrew-val, és Mayát is magukkal viszik. Cole lába alól kicsúszik a talaj, és megkéri Barnest, hogy vegye be egy CIA-s akcióba. Az akció során rájön, hogy egy bérgyilkos ki akarja iktatni Andrew-t, és nyomozni kezd, hogy mi lehet az oka. Eközben az FBI vizsgálódni kezd Barnes körül, és kényszerítik Murtaugh-t, hogy bedrótozva kémkedjen Cole után. Barnes szökni kényszerül az FBI elől, amihez pénzre van szüksége, és annak érdekében, hogy ezt megszerezze, elrabolja Natalie-t az esküvője napján. |     |                                                   |                   |                             |                                      |                         |